# Luci Cedici
Luci Cedici (en llatí: Lucius Caedicius) va ser un magistrat romà. Formava part de la gens Cedícia, d'origen plebeu. És el primer personatge conegut amb aquest cognomen.
Va ser tribú de la plebs l'any 475 aC. Va portar a judici al cònsol de l'any anterior (476 aC), Espuri Servili Prisc Estructe.